# Nowy Bartków
Nowy Bartków – wieś w Polsce położona w województwie mazowieckim, w powiecie siedleckim, w gminie Korczew. Ma status sołectwa.
W latach 1975–1998 miejscowość administracyjnie należała do województwa siedleckiego.
Do niedawna miejscowość nazywała się Bartków Nowy (nieoficjalnie nazwa ta nadal jest używana).
Wierni kościoła rzymskokatolickiego należą do parafii św. Stanisława Biskupa Męczennika i św. Anny w Knychówku.
W miejscowości działa założona w 1929 roku jednostka ochotniczej straży pożarnej.